# HD 10307
HD 10307 (HR 483 A) är en gul dvärg i stjärnbilden Andromeda. Stjärnan är lik solen i massa temperatur och metallinnehåll. Den har en följeslagare, HR 483 B, som är röd dvärg.
I september 2003 upprättade den amerikanska astronomen Margaret Turnbull en lista över de stjärnor som har störst möjlighet för liv. Då kom HD 10307 högt upp på listan.

## METI-meddelande till HD 10307
Ett METI-meddelande (Message to Extra-Terrestrial Intelligence) sändes 2007 till HD 10307 inom ramen för Active SETI (Active Search for Extra-Terrestrial Intelligence). Meddelandet var av typen Cosmic Call 2 och sändes den 6 juli 2003. Det kommer att vara framme vid stjärnan i september 2044.